# László Cseh
László Cseh (Budapest, 3 de diciembre de 1985) es un deportista húngaro que compitió en natación, especialista en los estilos espalda, mariposa y combinado; dos veces campeón mundial.

## Trayectoria
Participó en cinco Juegos Olímpicos de Verano, entre los años 2004 y 2020, obteniendo en total seis medallas: bronce en Atenas 2004 (400 m estilos), tres de plata en Pekín 2008 (200 m mariposa, 200 m estilos y 400 m estilos), bronce en Londres 2012 (200 m estilos) y plata en Río de Janeiro 2016 (100 m mariposa). Fue el abanderado de Hungría en la ceremonia de apertura de los Juegos Olímpicos de Tokio 2020.
Ganó trece medallas en el Campeonato Mundial de Natación entre los años 2003 y 2017, y cuatro medallas en el Campeonato Mundial de Natación en Piscina Corta, en los años 2010 y 2012.
Además, obtuvo veintitrés medallas en el Campeonato Europeo de Natación entre los años 2004 y 2016, y veinticinco medallas en el Campeonato Europeo de Natación en Piscina Corta entre los años 2002 y 2015.
Logró batir las plusmarcas mundiales en piscina corta de los 200 m estilos (1:52,99 en diciembre de 2007) y de los 400 m estilos (3:57,27 en diciembre de 2009). En 2021 se retiró de la competición, después de disputar los Juegos Olímpicos de Tokio.
Fue galardonado cuatro veces con la Orden del Mérito de Hungría: en 2004 recibió la Cruz de oro, en 2008 la Cruz de oficial, en 2012 la Cruz media y en 2016 la Cruz central con estrella.
Estudió Ingeniería Industrial en la Universidad de Tecnología y Economía de Budapest.
En 2020 participó en el concurso de televisión de TV2 Nicsak, ki vagyok?, bajo la máscara de Caballo.

## Palmarés internacional
| Juegos Olímpicos                    | Juegos Olímpicos         | Juegos Olímpicos  | Juegos Olímpicos  |
| Año                                 | Lugar                    | Medalla           | Prueba            |
| ----------------------------------- | ------------------------ | ----------------- | ----------------- |
| 2004                                | Atenas (Grecia)          | Medalla de bronce | 400 m estilos     |
| 2008                                | Pekín (China)            | Medalla de plata  | 200 m mariposa    |
| 2008                                | Pekín (China)            | Medalla de plata  | 200 m estilos     |
| 2008                                | Pekín (China)            | Medalla de plata  | 400 m estilos     |
| 2012                                | Londres (Reino Unido)    | Medalla de bronce | 200 m estilos     |
| 2016                                | Río de Janeiro (Brasil)  | Medalla de plata  | 100 m mariposa    |
| Campeonato Mundial                  |                          |                   |                   |
| Año                                 | Lugar                    | Medalla           | Prueba            |
| 2003                                | Barcelona (España)       | Medalla de plata  | 400 m estilos     |
| 2005                                | Montreal (Canadá)        | Medalla de oro    | 400 m estilos     |
| 2005                                | Montreal (Canadá)        | Medalla de plata  | 200 m estilos     |
| 2005                                | Montreal (Canadá)        | Medalla de bronce | 100 m espalda     |
| 2007                                | Melbourne (Australia)    | Medalla de bronce | 200 m estilos     |
| 2009                                | Roma (Italia)            | Medalla de plata  | 200 m estilos     |
| 2009                                | Roma (Italia)            | Medalla de bronce | 400 m estilos     |
| 2011                                | Shanghái (China)         | Medalla de bronce | 200 m estilos     |
| 2013                                | Barcelona (España)       | Medalla de plata  | 100 m mariposa    |
| 2015                                | Kazán (Rusia)            | Medalla de oro    | 200 m mariposa    |
| 2015                                | Kazán (Rusia)            | Medalla de plata  | 100 m mariposa    |
| 2015                                | Kazán (Rusia)            | Medalla de bronce | 50 m mariposa     |
| 2017                                | Budapest (Hungría)       | Medalla de plata  | 200 m mariposa    |
| Campeonato Mundial en Piscina Corta |                          |                   |                   |
| Año                                 | Lugar                    | Medalla           | Prueba            |
| 2010                                | Dubái (EAU)              | Medalla de bronce | 200 m mariposa    |
| 2012                                | Estambul (Turquía)       | Medalla de plata  | 200 m mariposa    |
| 2012                                | Estambul (Turquía)       | Medalla de plata  | 400 m estilos     |
| 2012                                | Estambul (Turquía)       | Medalla de bronce | 200 m estilos     |
| Campeonato Europeo                  |                          |                   |                   |
| Año                                 | Lugar                    | Medalla           | Prueba            |
| 2004                                | Madrid (España)          | Medalla de oro    | 100 m espalda     |
| 2004                                | Madrid (España)          | Medalla de oro    | 400 m estilos     |
| 2004                                | Madrid (España)          | Medalla de bronce | 4 × 100 m estilos |
| 2006                                | Budapest (Hungría)       | Medalla de oro    | 200 m estilos     |
| 2006                                | Budapest (Hungría)       | Medalla de oro    | 400 m estilos     |
| 2006                                | Budapest (Hungría)       | Medalla de plata  | 200 m espalda     |
| 2008                                | Eindhoven (Países Bajos) | Medalla de oro    | 200 m estilos     |
| 2008                                | Eindhoven (Países Bajos) | Medalla de oro    | 400 m estilos     |
| 2010                                | Budapest (Hungría)       | Medalla de oro    | 200 m estilos     |
| 2010                                | Budapest (Hungría)       | Medalla de oro    | 400 m estilos     |
| 2012                                | Debrecen (Hungría)       | Medalla de oro    | 200 m mariposa    |
| 2012                                | Debrecen (Hungría)       | Medalla de oro    | 200 m estilo      |
| 2012                                | Debrecen (Hungría)       | Medalla de oro    | 400 m estilo      |
| 2012                                | Debrecen (Hungría)       | Medalla de plata  | 100 m mariposa    |
| 2012                                | Debrecen (Hungría)       | Medalla de bronce | 4 × 200 m libre   |
| 2012                                | Debrecen (Hungría)       | Medalla de bronce | 4 × 100 m estilos |
| 2014                                | Berlín (Alemania)        | Medalla de oro    | 200 m estilos     |
| 2014                                | Berlín (Alemania)        | Medalla de plata  | 100 m mariposa    |
| 2014                                | Berlín (Alemania)        | Medalla de bronce | 4 × 100 m estilos |
| 2016                                | Londres (Reino Unido)    | Medalla de oro    | 10 m mariposa     |
| 2016                                | Londres (Reino Unido)    | Medalla de oro    | 20 m mariposa     |
| 2016                                | Londres (Reino Unido)    | Medalla de plata  | 50 m mariposa     |
| 2016                                | Londres (Reino Unido)    | Medalla de bronce | 4 × 100 m estilos |
| Campeonato Europeo en Piscina Corta |                          |                   |                   |
| Año                                 | Lugar                    | Medalla           | Prueba            |
| 2002                                | Riesa (Alemania)         | Medalla de bronce | 400 m estilos     |
| 2003                                | Dublín (Irlanda)         | Medalla de oro    | 400 m estilos     |
| 2004                                | Viena (Austria)          | Medalla de oro    | 400 m estilos     |
| 2004                                | Viena (Austria)          | Medalla de plata  | 200 m estilos     |
| 2004                                | Viena (Austria)          | Medalla de bronce | 100 m espalda     |
| 2005                                | Trieste (Italia)         | Medalla de oro    | 100 m espalda     |
| 2005                                | Trieste (Italia)         | Medalla de oro    | 200 m estilos     |
| 2005                                | Trieste (Italia)         | Medalla de oro    | 400 m estilos     |
| 2006                                | Helsinki (Finlandia)     | Medalla de oro    | 200 m estilos     |
| 2006                                | Helsinki (Finlandia)     | Medalla de plata  | 200 m mariposa    |
| 2006                                | Helsinki (Finlandia)     | Medalla de plata  | 400 m estilos     |
| 2007                                | Debrecen (Hungría)       | Medalla de oro    | 200 m mariposa    |
| 2007                                | Debrecen (Hungría)       | Medalla de oro    | 200 m estilos     |
| 2007                                | Debrecen (Hungría)       | Medalla de oro    | 400 m estilos     |
| 2009                                | Estambul (Turquía)       | Medalla de oro    | 400 m estilos     |
| 2011                                | Szczecin (Polonia)       | Medalla de oro    | 200 m mariposa    |
| 2011                                | Szczecin (Polonia)       | Medalla de oro    | 200 m estilos     |
| 2011                                | Szczecin (Polonia)       | Medalla de oro    | 400 m estilos     |
| 2011                                | Szczecin (Polonia)       | Medalla de bronce | 200 m libre       |
| 2012                                | Chartres (Francia)       | Medalla de oro    | 200 m mariposa    |
| 2012                                | Chartres (Francia)       | Medalla de oro    | 200 m estilos     |
| 2012                                | Chartres (Francia)       | Medalla de oro    | 400 m estilos     |
| 2015                                | Netanya (Israel)         | Medalla de oro    | 100 m mariposa    |
| 2015                                | Netanya (Israel)         | Medalla de oro    | 200 m mariposa    |
| 2015                                | Netanya (Israel)         | Medalla de oro    | 200 m estilos     |